# ديناميكا لونية كمية شبكية
الديناميكا اللونية الكمية الشبكية (بالإنجليزية: Lattice QCD)‏ هو نهج راسخ غير-مضطرب لحل نظرية الديناميكا اللونية الكمومية (QCD) للكواركات والغلوونات. إنها نظرية المقياس الشبكي صيغت على شبكة أو شبكة من النقاط في المكان والزمان. عندمايتخذ حجم الشبكة كبيرًا بشكل لا نهائي وتكون مواقعها قريبة جدًا من بعضها البعض، تسترد QCD المتصلة.